# Christoph Leitl
Christoph Leitl (* 29. março de 1949 em Linz, Alta Áustria) é um político do  Partido Popular Austríaco (ÖVP) e presidente da Câmara Federal de Economia da Áustria, WKÖ.

## Vida

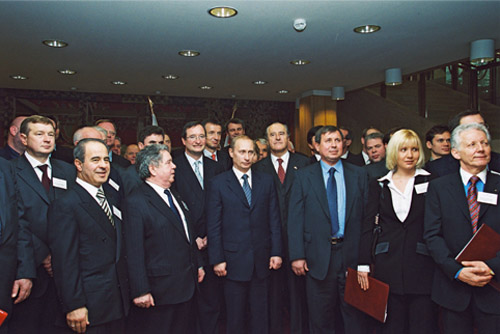
Leitl recebe Vladimir Putin com uma missão económica na sede da WKÖ em Viena, 2001

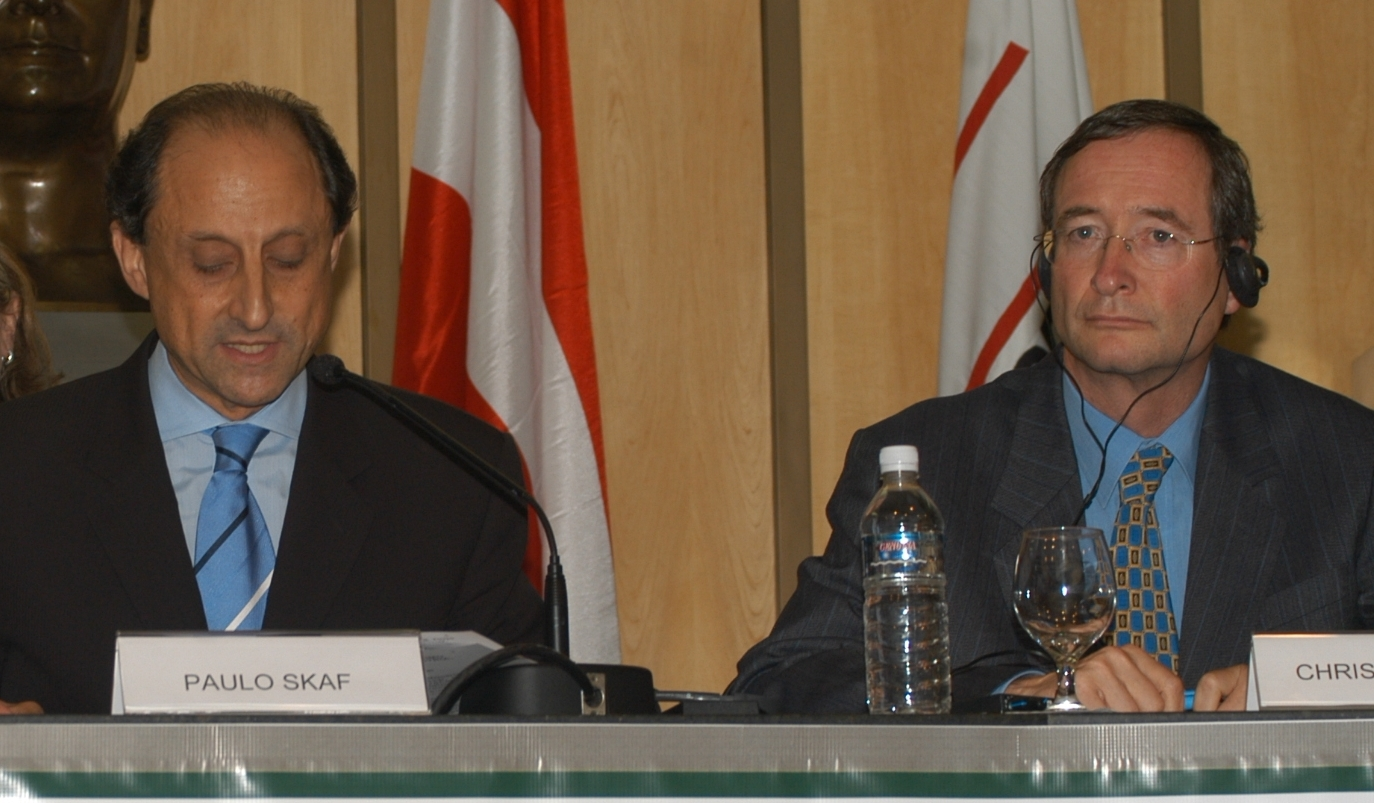
Os presidentes da FIESP Paulo Skaf e da WKÖ Christoph Leitl em São Paulo, 2005

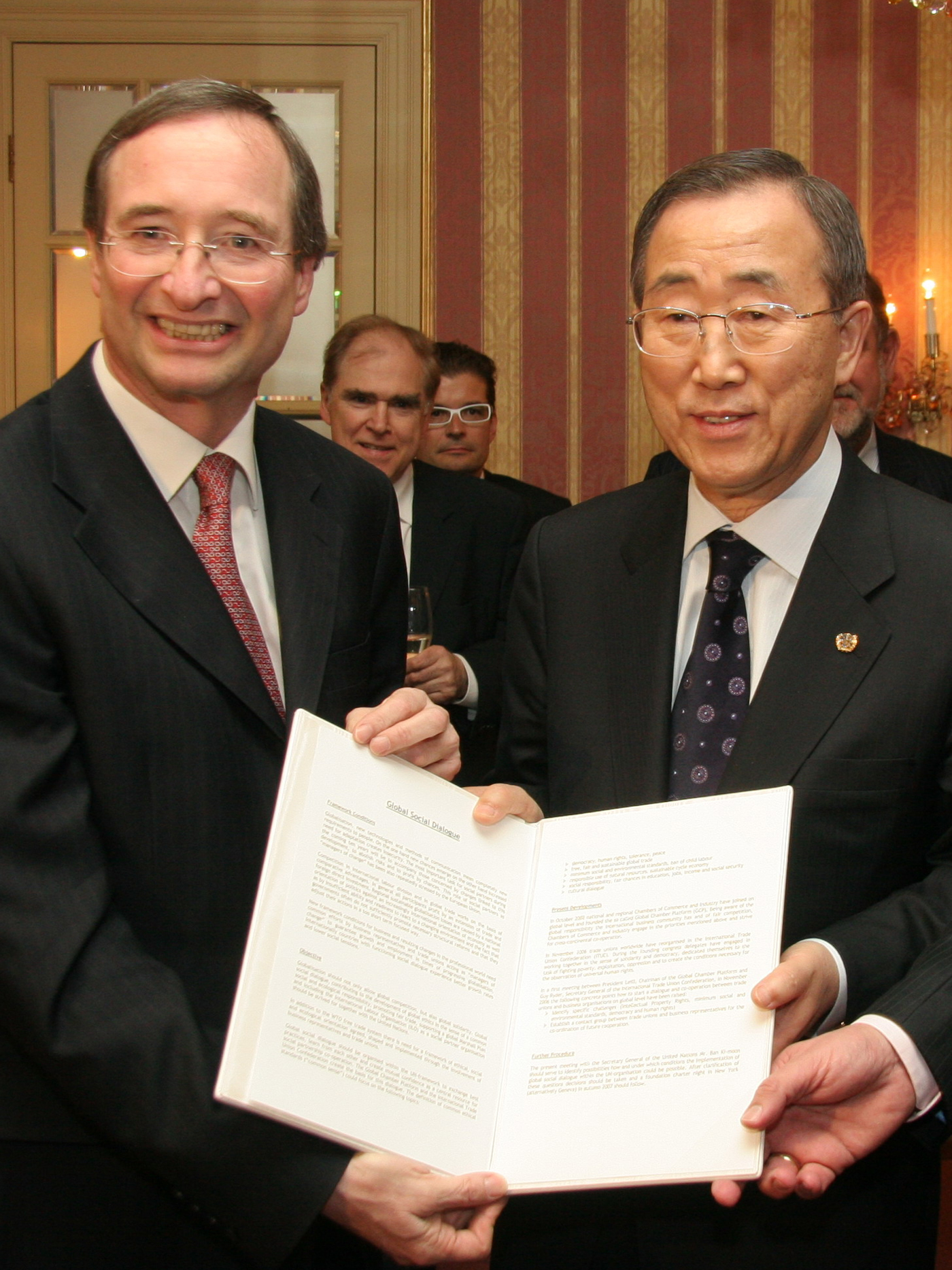
Christoph Leitl e Ban Ki Moon, Secretário Geral da ONU

Christoph Leitl é casado com Da. Erni desde 1973. Eles têm dois filhos, Barbara e Stefan.
Após o mestrado na Universidade de Linz em 1971, Leitl concluiu sua formação acadêmica com um doutorado em ciências sociais e economia em 1973, além de completar o curso da Academia de Management de Hernstein, em 1974.
Como empresário, Leitl foi presidente da empresa familiar Bauhütte Leitl-Werke Ges.m.b.H., de 1977 a 1990. Nessa época também assumiu o cargo de Vice-presidente da Associação Austríaca de Olarias (Verband Österreichischer Ziegelwerke).

## Política
Desde cedo, Christoph Leitl foi um "européu fervente"  e abraçou os ideais de uma Europa unida. Em 1966, foi Presidente-fundador da Juventude Europeia (Europajugend) de Linz. Em 1976, Leitl se tornou Presidente do Movimento Europeu Federalista (Europäische Föderalistische Bewegung) do Estado de Alta Áustria e Vice-Presidente Federal da mesma organização. De 1982 – 1990 ele foi Presidente Federal da associação Indústria Jovem (Junge Industrie).
De 1985 – 1990, Leitl foi Deputado Estadual de Oberösterreich, tornando-se membro do governo regional em 1990, responsável pelas pastas de economia, turismo, tecnologia, energia, escolas técnicas superiores, planejamento e Europa.
De 1995 – 2000, Leitl também ocupou o cargo de Landeshauptmann-Stellvertreter (Vice-Governador) de Alta Áustria.
Em 1990, Leitl assumiu a Vice-Presidência do Partido Popular Austríaco na Alta Áustria, e em 2000 tornou-se membro do Diretório Nacional deste partido.
Desde 1999, Leitl é presidente do Österreichischer Wirtschaftsbund, braço econômico do Partido Popular Austríaco, cargo que lhe assegurou a eleição como presidente da Câmara Federal de Economia da Áustria no mesmo ano (foi re-eleito em 2004 e 2009).
Durante dois períodos, de 2002 - 2005, Leitl serviu como presidente das Câmaras Europeias EUROCHAMBRES[ligação inativa], onde foi nomeado presidente de hônra em 2006.
Na sua estadia no Brasil em Fevereiro de 2012, destacou-se pelas suas críticas públicas em entrevistas concedidas aos jornais Valor e Brasil Econômico das políticas económico-financeiras dos Estados Unidos da América e do Reino Unido.

## Outras funções
- Presidente da OIER, Organização para Relações Econômicas Internacionais, com status consultivo junto ao Conselho Econômico e Social da ONU e ao Conselho da Europa
- Presidente da Fundação Julius Raab
- Presidente do Instituto Austríaco de Pesquisa Econômica (WIFO)
- Membro do Conselho Administrativo das sociedades MAN AG, Oberbank AG e ALAS AG
- Presidente do Fórum Econômico do grupo Raiffeisen Oberösterreich
- Presidente do Instituto de Seguridade Social de Economia

## Condecorações
- Senador honorário da Universidade Johannes Kepler, de Linz
- Cidadão honorário de Nova Iorque e Steinbach/Steyr
- Grande Ordem de Ouro de Oberösterreich
- Grã-Cruz da Ordem da Estrela do Reino Hachemita da Jordânia
- Comandante com Grã-Cruz da Ordem da Estrela Polar do Reino da Suécia
- Portador da Medalha em Ouro do Mérito da Europa
- Oficial da Legião Honorária Francesa
- Grã-Cruz da Ordem ao Mérito da República da Itália

entre outros 